# Pietro Di Caterina
Pietro Di Caterina (Corato, 13 gennaio 1945) è un ex ciclista su strada italiano, è stato professionista dal 1969 al 1974.

## Carriera
Nato a Corato in Puglia, nel 1965 vince il Giro della Castellania del Lago d'Orta, nel 1967 il Trofeo Mauro Pizzoli mentre nel 1968 la Coppa Calze Santagostino. 
É professionista dal 1969 al 1974, correndo i primi due anni per la Faemino-Faema, poi per altri due anni alla Dreher e infine chiudendo alla Sammontana. Tra i piazzamenti di rilievo, ci sono da annoverare un quarto posto nella tappa da Campobasso a Scanno, l'undicesima del Giro d'Italia 1969, un terzo al Gran Premio Industria e Commercio di Prato e quarto posto alla Coppa Sabatini nel 1972 ed un terzo posto nella terza tappa, da Barletta a Monte Sant'Angelo, del Giro di Puglia nel 1973.
L'8 novembre 2024 ha un incidente stradale a Prato: mentre era in sella della sua bici è stato sbalzato dall'impatto con un camion ed è stato ricoverato in ospedale in gravi condizioni.

## Palmarès

### Strada
- 1965 (Dilettante)

Giro della Castellania del Lago d'Orta
- 1967 (U.C. Melzo F.lli Villa, una vittoria)

Trofeo Mauro Pizzoli
- 1968 (G.S. Longo, una vittoria)

Coppa Calze Santagostino

## Piazzamenti

### Grandi Giri
- Giro d'Italia

1969: non partito (17ª tappa)
1971: ritirato (19ª tappa)
1973: ritirato (6ª tappa)
1974: ritirato (15ª tappa)

### Classiche monumento
- Milano-Sanremo

1971: 32º
1972: 79º
1973: 101º
1974: 26º
- Giro di Lombardia

1969: 17º

### Competizioni mondiali
- Campionati del mondo ciclocross

Praga 1972 - Elite: 15º